# Lancia Astura
El Lancia Astura és un automòbil de turisme fabricat per la marca italiana Lancia entre 1931 i 1939.
El Astura va ser llançat com a substitut del reeixit Lancia Lambda. Comptava en les seves primeres dues sèries amb un motor de 8 cilindres en V, amb una obertura de 19º, una cilindrada de 2.606 litres i una potència màxima de 72 hp a 4000 rpm. Gràcies al seu baix pes (950 kg) el Astura aconseguia bons registres d'acceleració amb una velocitat màxima declarada de 125 km/h. En les sèries 2:04 la cilidrada i potència del motor van ser augmentats a 2973 cc i 82 hp respectivament. Es van presentar en total 4 sèries d'aquest model amb nombrosos canvis de dissenys. Un total de 2912 exemplars van ser comercialitzats fins al cessament de la seva producció en 1939.

## Galeria

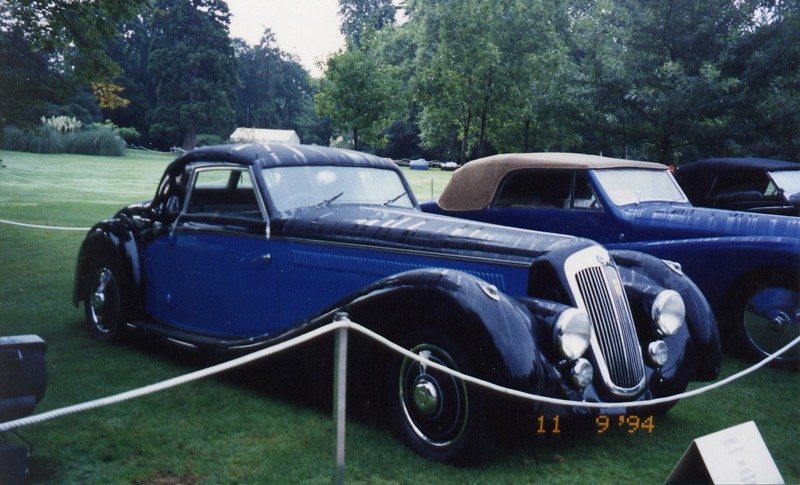
Lancia Astura Pourtout 1938.
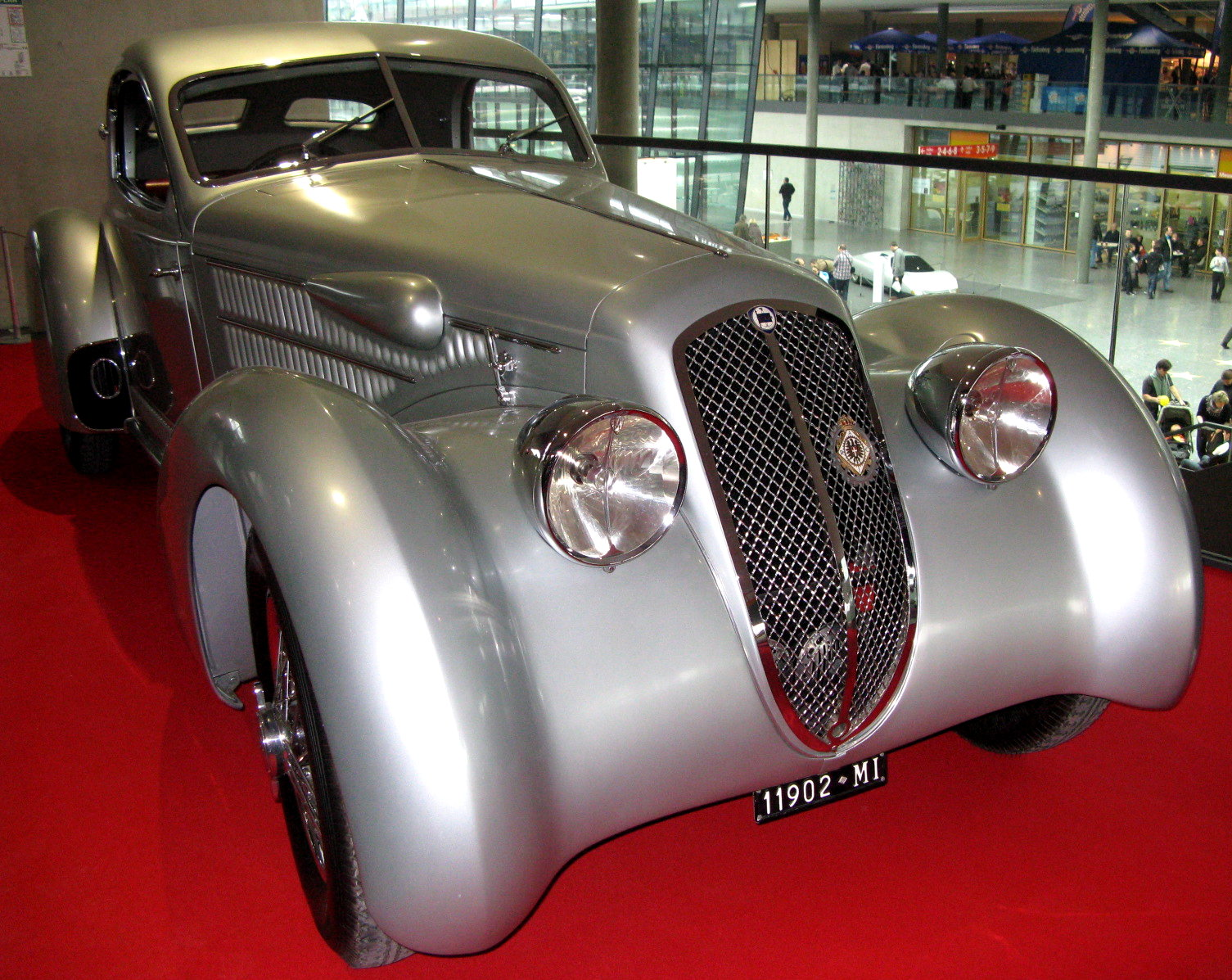
Lancia Astura 233C Aerodynamica 1935.
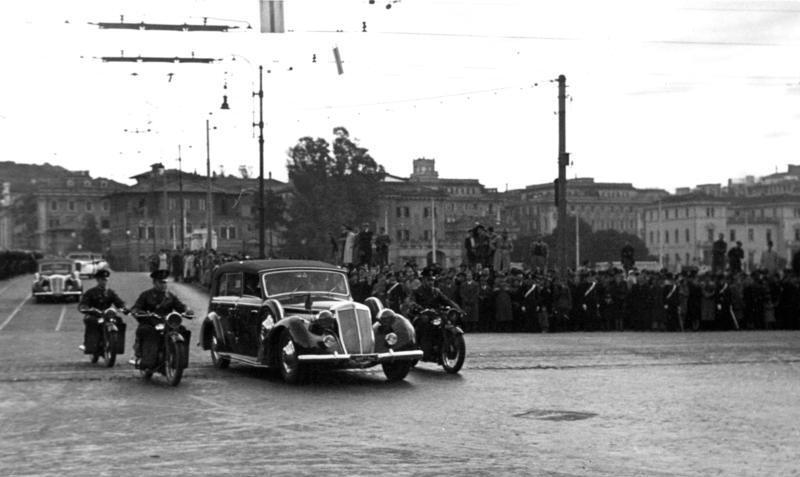
Lancia Astura 1932.